# 佛陀波利舍利塔
佛陀波利舍利塔，位于中华人民共和国山西省忻州市五台山台怀镇光明寺村垚子自然村。已列为忻州市文物保护单位。

## 历史
佛陀波利舍利塔建于唐代。

## 保护
2022年5月11日，佛陀波利舍利塔公布为第三批忻州市文物保护单位。